# Bellucia arborescens
Bellucia arborescens är en tvåhjärtbladig växtart som först beskrevs av Jean Baptiste Christophe Fusée Aublet, och fick sitt nu gällande namn av Henri Ernest Baillon. Bellucia arborescens ingår i släktet Bellucia och familjen Melastomataceae. Inga underarter finns listade i Catalogue of Life.